# Le Chapelierův zákon

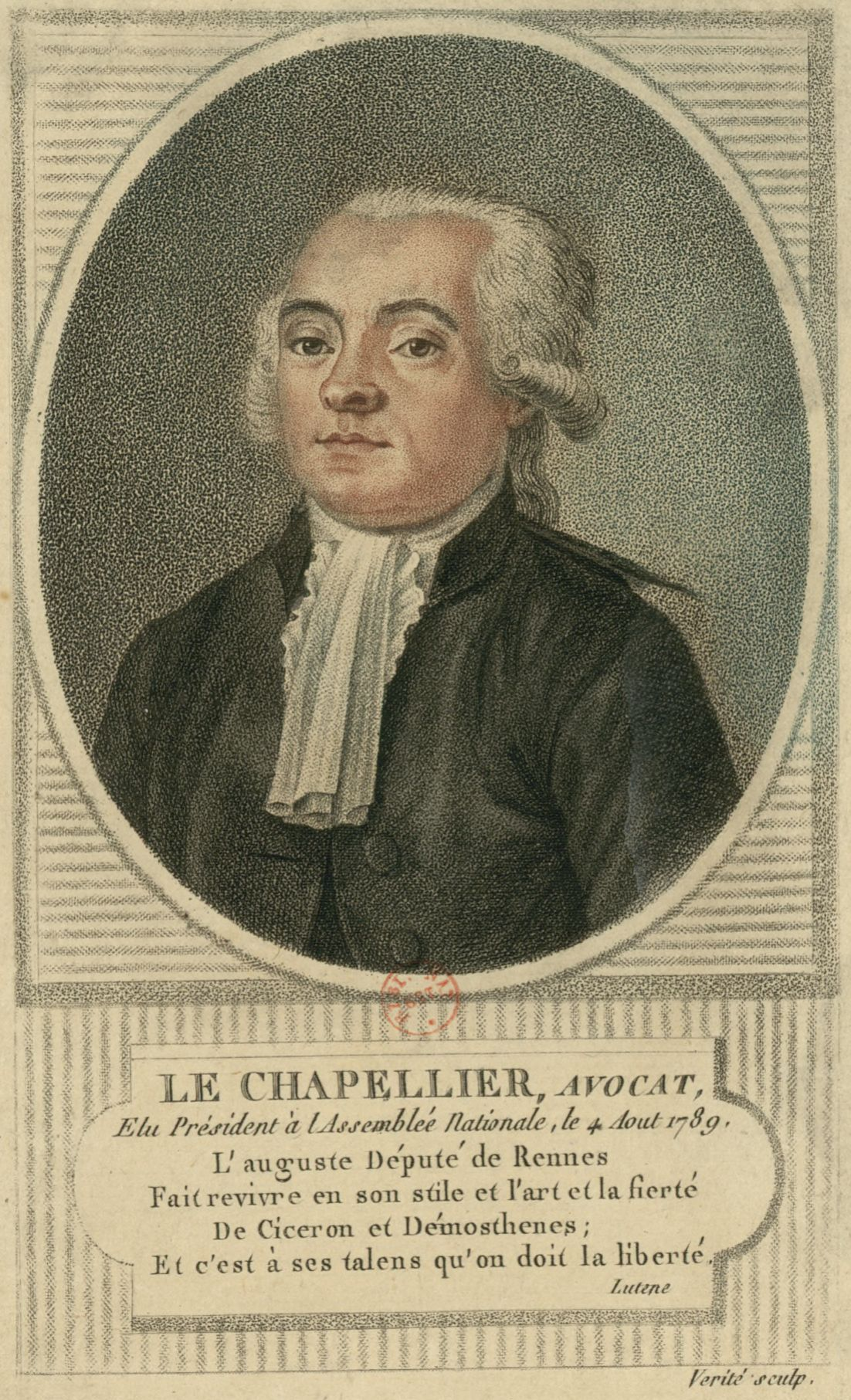
Jean Le Chapelier (1754–1794)

Le Chapelierův zákon nebo zákon Le Chapelier (fr. Loi Le Chapelier) byl zákon, kterým byly v roce 1791 ve Francii zakázány stávky a vytváření profesních svazů. 

## Historie
Od roku 1789 narůstal počet demonstrací dělníků, kterými se dožadovali zlepšení svého postavení. K dosažení svých cílů si vytvořili odborový svaz a jakýsi druh vzájemného pojištění v nezaměstnanosti. V roce 1791 si dělníci národní manufaktury na gobelíny vynutili, aby ředitelství vydalo nový pracovní řád. Ústavodárné národní shromáždění bylo nuceno řešit tento problém narůstajících nepokojů mezi pracujícími, a tak s cílem zastavit jejich zvýšenou aktivitu bez diskuse schválilo 14. června 1791 Le Chapelierův zákon, nazvaný podle jeho navrhovatele. Isaac René Guy Le Chapelier, také známý jako Jean Le Chapelier, byl francouzský právník a politik revolučního období. I do tohoto zákona jako pramene pracovního práva, které se řadí mezi specifická odvětví soukromého práva, se promítlo zdůrazňování principů individualismu a liberalismu, které přinesla do francouzského zákonodárství revoluce.

## Ustanovení
Mezi nejdůležitější ustanovení Le Chapelierova zákona patří články 2 a 8. V článku 2 zákon stanovil: „Občané téhož stavu a povolání, podnikatelé, kteří se zabývají obchodem, dělníci všech řemesel si nemohou na shromážděních jmenovat ani předsedu, ani tajemníka, ani zástupce, ani vést registry, usnášet se a formulovat stanovy ve smyslu svých společných zájmů." Podle článku 8: „Všechna shromáždění složená z řemeslníků, dělníků, tovaryšů, nádeníků nebo jimi podněcovaná, která směřují proti svobodnému podnikání... nebo jsou zaměřena proti činnosti policie a výkonu rozsudku... stejně jako proti dražbám... budou považována za buřičská shluknutí a jako o takových o nich bude rozhodnuto nositeli veřejné moci. Původci, podněcovatelé a vůdci zmíněných srocení budou potrestáni se vší přísností zákona, stejně jako ti, kteří se dopustí přestupků a násilností."
Z citovaných ustanovení vyplývá, že zákon zbavoval dělníky svobody sdružování, organizování a shromažďování, a to pod záminkou zrušení a úplné likvidace feudálních stavovských institucí. Le Chapelierův zákon zákazem sdružování znemožnil obnovení bývalých cechů v jakékoli podobě a také vytváření nových spolků zaměstnavatelů a zaměstnanců. V případě, že by byl založen spolek, který by se např. snažil ovlivňovat ceny zboží nebo zvýšit výplaty, šlo by o jednání v rozporu ze zákonem.